# Famenne
La Famenne est une région naturelle de Belgique qui fait partie de l'ensemble plus vaste que l'on appelle Fagne-Famenne.

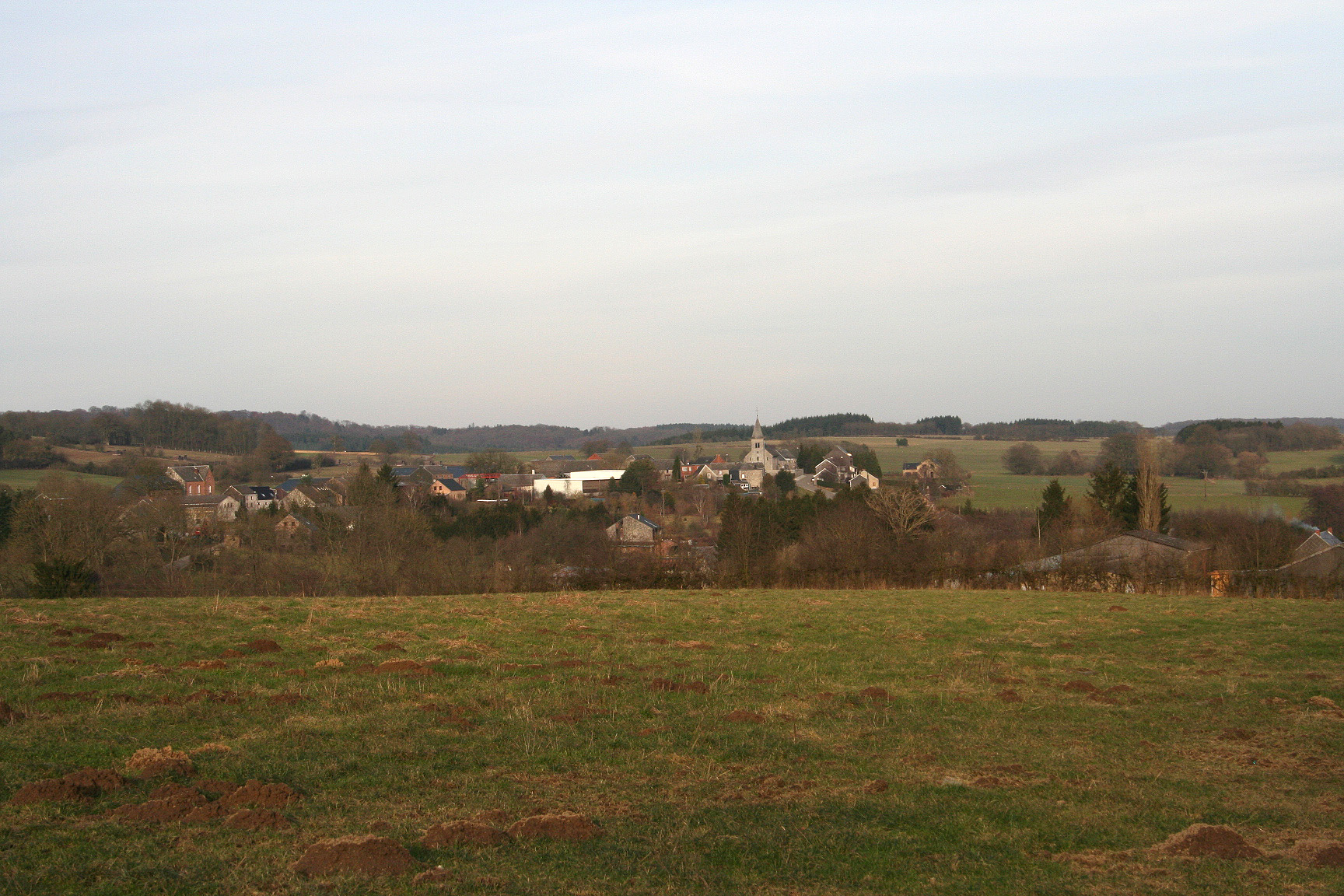
Paysage de Famenne : le village de Nettinne.

## Géographie
La Famenne s'étend en Région wallonne sur les provinces de Namur, de Liège et de Luxembourg. C'est une dépression naturelle délimitée par le Condroz au nord, l'Ardenne au sud-est et la Fagne à l'ouest.
La Famenne est bordée au sud-est par la Calestienne qui est parfois considérée comme une sous-région de la Famenne bien que son sous-sol soit d'origine et d'époque différentes. La Famenne (comme la Fagne) est constituée principalement de schistes formés lors du dévonien supérieur alors que la Calestienne est composée de calcaires issus du dévonien moyen. Dans cette bande calcaire, la Lesse et la Lomme ont formé des grottes impressionnantes ; les grottes de Han, les grottes de Hotton et la grotte de Lorette à Rochefort en sont les meilleurs exemples.
Le territoire a une largeur moyenne d'environ 20 km du nord au sud et une longueur d'environ 66 km d'ouest en est, des environs de Givet (France) jusque Aywaille.
Marche-en-Famenne est la ville la plus importante et est généralement considérée comme capitale non officielle de la Famenne bien que la commune se situe aussi en Calestienne et une partie en Ardenne. Les communes de Beauraing, Rochefort, Hotton, Durbuy et Hamoir appartiennent à cette région tandis que les communes de Hastière, Houyet, Wellin, Nassogne, Somme-Leuze, Érezée, Ferrières, Aywaille et Sprimont ont une partie de leur superficie en Famenne et/ou en Calestienne.

## Étymologie
Le nom pourrait dériver du nom de la tribu gauloise des Pémanes (en latin Paemani ou Faemani et peut-être originellement Caemani selon Paulus Orosius).

## Économie
Les habitants de la Famenne vivent initialement de l'agriculture et des activités forestières, mais le tourisme est aussi une source importante de revenus.

## Musée
À Marche, le Famenne & Art Museum se consacre à présenter les différentes traces laissées par l'homme au sein de la région de la Famenne, depuis le Moyen Âge jusqu'au XXIe siècle. En plus de ses collections permanentes, il propose diverses activités familiales : promenades, conférences, journées thématiques; autant d'activités qui permettent d'en apprendre davantage sur la région de la Famenne-Calestienne. Il dispose également d'un centre de documentation, reprenant de nombreux ouvrages de référence sur la région, tant du point de vue historique que géographique ou encore touristique.